# 萊澤曼
萊澤曼（英文：Leatherman）有部分地區稱之為萊特曼，為萊澤曼品牌生產的多功能刀，是由美國俄勒岡州波特蘭市的萊澤曼工具集團進行開發。該公司成立於1983年7月，由蒂莫西.S.萊澤曼和史蒂夫.柏林，決定以自產自銷的方法，自行開發的便攜式刀具。同年萊澤曼工具集團銷售這第一款多功能刀，這款刀被稱為PST（掌上求生工具）。
雖然大部分被認為是瑞士刀，但有本質上的不同，主要可以利用刀具頭部的鉗子進行分辨。 

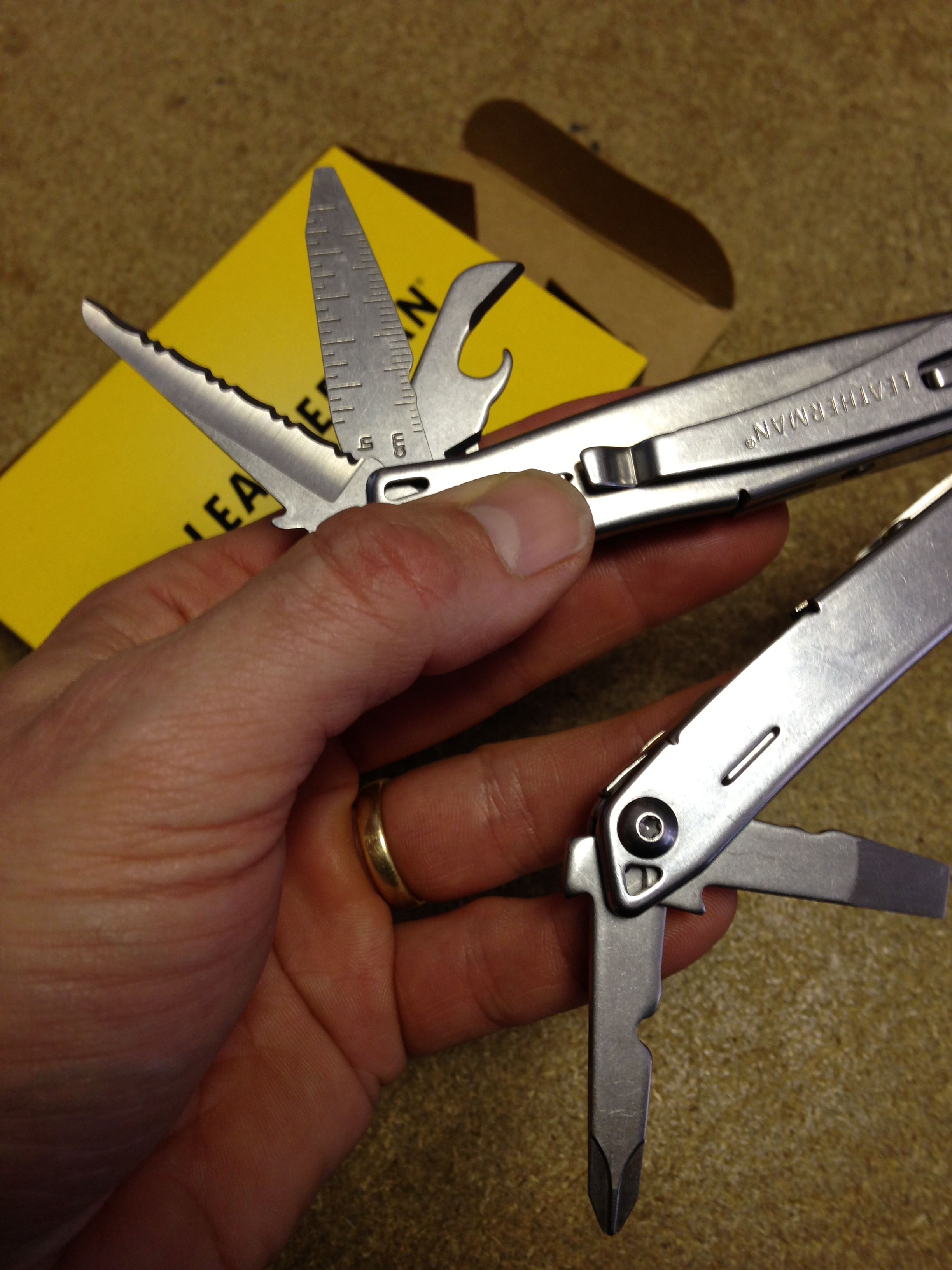
萊澤曼特寫

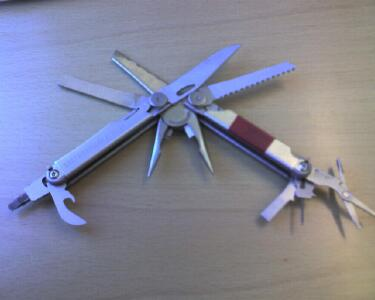
萊澤曼刀具全展開

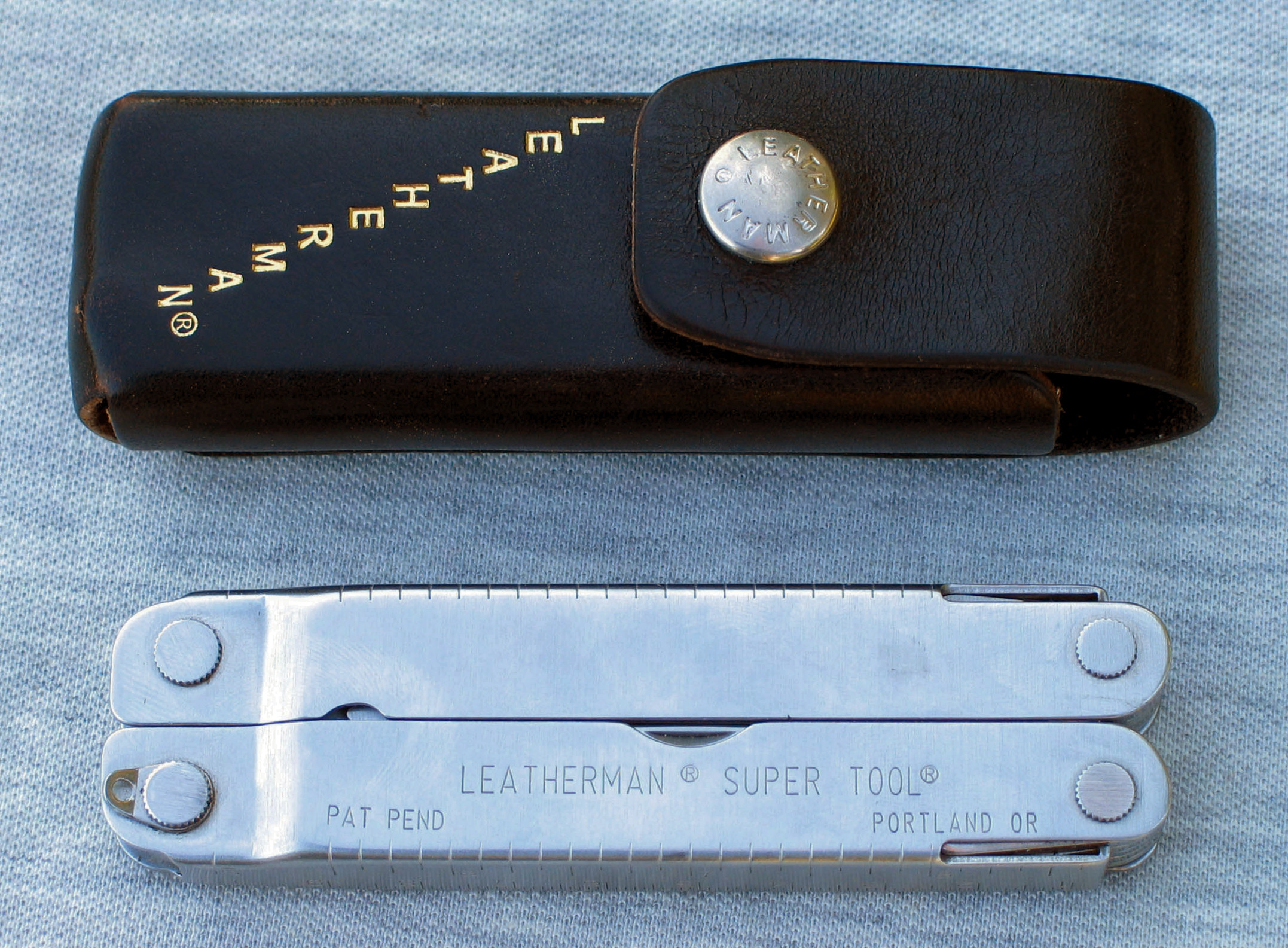
刀帶與萊澤曼刀

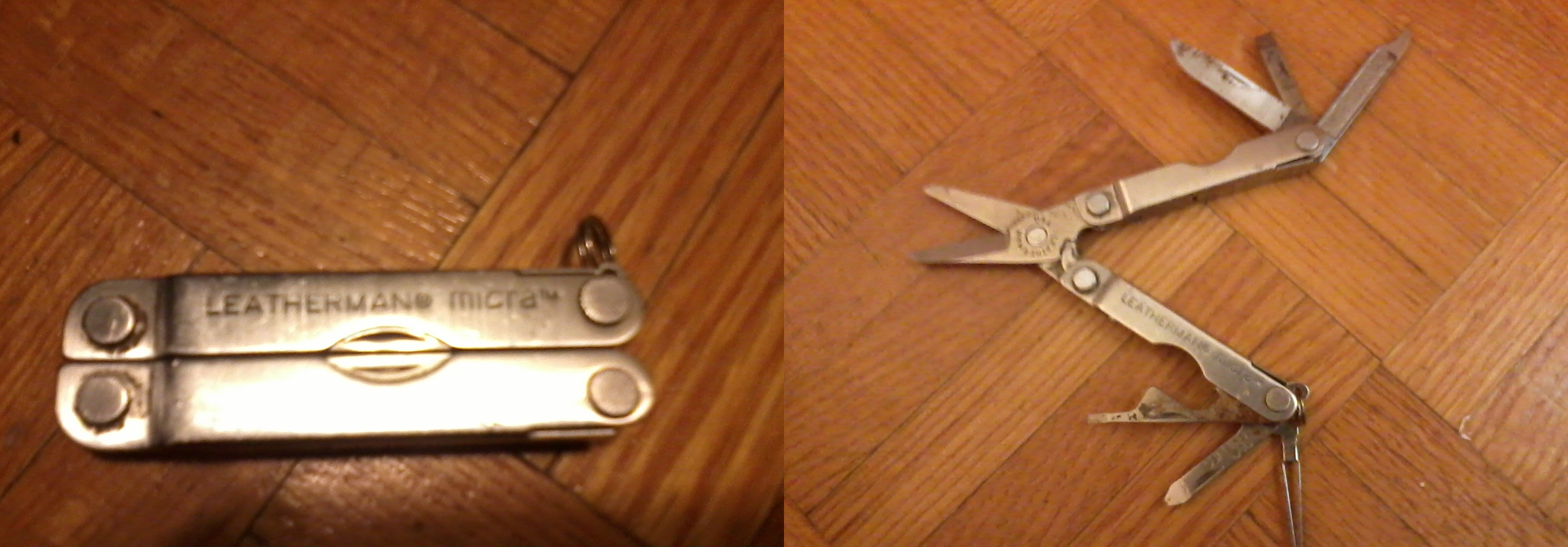
刀具張開與關閉

## 刀具簡介
刀具的頭部為鉗子，分成兩邊的刀柄，可用出小刀、大刀、剪刀，鋸子、開瓶器、尺、刮刀等等，類似瑞士刀，但最大不同即為分成兩個刀柄，並擁有鉗子，另外，打開刀柄後要左右反折180°才可使用（鉗子），是與其他產品最大不同的地方。

## 開發過程
萊澤曼某次出遊時，想修物品卻因苦無工具，而獲得了靈感，設計出“童子軍刀+鉗子”， 在1975年他和他的妻子前往歐洲和中東地區，嘗試使用簡單的小刀反複的修復故障的車輛，酒店漏水的管道。他花了幾年時間改善“萊澤曼”刀的原型，並在1980年時獲得他的第一個美國專利（專例字號4238862）。

## 刀具與公司歷史
1970年，蒂莫西 S.萊澤曼於美國俄勒岡州立大學機械工程系畢業，與他的生意夥伴：史蒂夫·柏林，於1983年合夥設立萊澤曼工具集團。接著在1984年萊澤曼售出了近30,000個工具，並研發出許多產品，且建立兩間新工廠，可使製造能力直線上升。目前萊澤曼只剩位於俄勒岡州波特蘭市的製造工廠，每週生產17,000個工具。
2007年，該公司在波特蘭東北部靠近工廠的購物中心開設了第一家零售店。同年，蒂姆·萊澤曼入選了刀片雜誌名人堂，以表彰他對多用途刀子的設計。
2005年，該公司開設LED LENSER的Leatherman產品線，讓自家的品牌和公司都能獨立運行；2011年，萊澤曼工具集團收購德國輕型製造商，並且屬於萊澤曼工具集團有限公司旗下。該公司還生產一系列專門用於軍事和執法人員，以及配件攜帶和擴大工具功能設計等多用途工具。
萊澤曼製作了50種產品，並在82個國家銷售，估計在美國市場上的類似商品佔有率達55%。另外萊澤曼贊助足球聯盟團隊波特蘭木材隊，因此他們的球衣贊助商為球隊設計了吉祥物：“木材喬伊”。

## 註解
1. 1 2  . Leatherman Tool Group.   [2015-05-05]. （原始内容存档于2024-02-29）.
2. ↑  夢露•比爾。俄勒岡，1981年12月10日
3. ↑  .   [2015-10-10]. （原始内容存档于2015-10-03）.
4. ↑  US patent 4238862,Timothy S. Leatherman,「Pocket multiple tool」,发行于1980-12-16
5. ↑  布洛克，凱西：萊澤曼工具跨出廠。波特蘭商業雜誌，1996年9月27日
6. ↑  目前已自搬遷到一個獨立店面

## 外部連結
- 官方网站